# Umbriel
Der Mond Umbriel (auch Uranus II) ist der sechzehntinnerste der 28 bekannten sowie der drittgrößte der fünf großen Monde des Planeten Uranus.

## Entdeckung und Benennung
Umbriel wurde am 24. Oktober 1851 zusammen mit Ariel als dritte und vierte Uranusmonde von dem britischen Astronomen William Lassell mit einem 60-cm-Spiegelteleskop an einer selbstgebauten Sternwarte in Liverpool entdeckt.
Der Mond erhielt den Namen nach dem bösartigen düsteren Geist in Alexander Popes Versepos Der Lockenraub. Der Name lehnt sich an das lateinische Wort Umbra an, das Schatten bedeutet.
Die Namen der ersten vier entdeckten Uranusmonde (Oberon, Titania, Umbriel und Ariel) wurden von John Herschel, dem Sohn von Wilhelm Herschel, auf Nachfrage von Lassell vorgeschlagen. Wilhelm Herschel war der Entdecker von Oberon, Titania und Uranus selbst.
Nach den Namenskonventionen der IAU werden für Oberflächenstrukturen auf Umbriel Namen von dunklen, eher bösartigen Gestalten aus Sage und Literatur verwendet.

## Bahneigenschaften

### Umlaufbahn
Umbriel umkreist Uranus auf einer prograden, fast perfekt kreisförmigen Umlaufbahn in einem mittleren Abstand von rund 266.000 km (ca. 10,4 Uranusradien) von dessen Zentrum, also rund 240.000 km über dessen Wolkenobergrenze. Die Bahnexzentrizität beträgt 0,0039, die Bahn ist 0,13° gegenüber dem Äquator von Uranus geneigt.
Die Umlaufbahn des nächstinneren Mondes Ariel ist im Mittel 75.000 km von Umbriels Orbit entfernt, die des nächstäußeren Mondes Titania etwa 170.000 km.
Umbriel umläuft Uranus in 4 Tagen, 3 Stunden, 28 Minuten.
Umbriels Umlaufbahn liegt gänzlich in der Magnetosphäre von Uranus. Die nachfolgenden Hemisphären von atmosphärenlosen Monden wie Umbriel sind dadurch unter ständigem Beschuss von magnetosphärischem Plasma, das mit dem Planeten mitrotiert. Dies kann zu einer Verdunkelung der nachfolgenden Hemisphäre führen, die bisher bei allen Uranusmonden außer bei Oberon beobachtet werden konnte. Umbriel fängt auch magnetosphärisch geladene Partikel ein, die zu einer erhöhten Anzahl dieser Teilchen in Umbriels Umlaufbahn führt und durch die Raumsonde Voyager 2 beobachtet werden konnte.
Da Umbriel wie Uranus die Sonne relativ zur Rotation praktisch auf der Seite umkreist, zeigt seine Nord- bzw. Südhemisphäre zur Zeit der Sonnenwende entweder direkt zur Sonne oder von ihr weg, was zu extremen jahreszeitlichen Effekten führt. Das bedeutet, dass die Pole von Umbriel während eines halben Uranusjahres von 42 Jahren in permanenter Dunkelheit liegen oder von der Sonne beschienen werden. Während der Sonnenwende steht die Sonne daher nahe dem Zenit über den Polen. Während des Voyager 2-Vorbeifluges im Jahr 1986, der sich fast zur Sonnenwende ereignete, zeigten die Südhemisphären von Uranus und seinen Monden in Richtung Sonne, während die Nordhemisphären in völliger Dunkelheit lagen. Während der Äquinoktien, bei der sich die Äquatorebene mit der Richtung zur Erde kreuzt und die sich ebenfalls alle 42 Jahre ereignet, sind gegenseitige Bedeckungen der Uranusmonde und Sonnenfinsternisse auf Uranus möglich. Eine Reihe dieser raren Ereignisse fand zuletzt 2007 bis 2008 statt; Titania wurde von Umbriel am 15. August 2007 und am 8. Dezember 2007 bedeckt, und ebenso Ariel, der am 19. August 2007 von Umbriel bedeckt wurde. Umbriel wurde seinerseits am 4. Mai 2007 während sechs Minuten von Oberon bedeckt.
Gegenwärtig besitzt Umbriel keine Bahnresonanz mit anderen Monden. In seiner Geschichte befand er sich jedoch möglicherweise in einer 3:1-Resonanz mit Miranda, die möglicherweise für die innere Aufheizung dieses Mondes verantwortlich war.

## Physikalische Eigenschaften

### Größe
Umbriel hat einen Durchmesser von 1169,4 km. Er ist damit der drittgrößte Uranusmond und geringfügig größer als sein innerer Bahnnachbar Ariel, doch scheint er weniger Masse als dieser zu haben. Von der Größe her ist Umbriel auch mit dem Saturnmond Dione sowie mit Plutos großem Mond Charon vergleichbar.
Die Größe von Umbriels Oberfläche beträgt etwa 4.296.000 km2, das entspricht fast genau der Fläche der Europäischen Union. Mit Voyager 2 konnte während ihres Vorbeifluges etwa 40 % der Oberfläche näher erforscht werden; – wie bei allen Uranusmonden vorwiegend die Südhemisphäre.

### Innerer Aufbau
Umbriel besitzt eine mittlere Dichte von 1,46 g/cm³. Anhand der niedrigen Dichte geht man davon aus, dass Umbriel aus etwa 60 % Wassereis zusammengesetzt ist. Weiter besitzt er Anteile von silikatischem Gestein und Kohlenstoffverbindungen wie Methan und dem organischen schweren Tholin. Die Präsenz von Wassereis wird durch infrarote spektroskopische Untersuchungen gestützt, die kristallines Wassereis auf Umbriels Oberfläche zum Vorschein brachte. Dieses scheint auf Umbriels führender Hemisphäre stärker vertreten zu sein. Der Grund dafür ist unbekannt, doch es scheint vom Bombardement geladener Teilchen von Uranus’ Magnetosphäre herzurühren, die auf der folgenden Hemisphäre durch die Co-Rotation des Plasmas stärker vertreten ist. Diese energetischen Partikel tendieren zur Kathodenzerstäubung von Wassereis, der Zersetzung von in Eis als Gashydrat eingeschlossenem Methan und der Verdunkelung von anderem organischem Material, was zu kohlenstoffreichen Ablagerungen auf der Oberfläche führt.
Außer dem Wassereis konnte bisher nur Kohlenstoffdioxid (CO2) spektroskopisch zweifelsfrei nachgewiesen werden und diese Verbindung konzentriert sich hauptsächlich auf die folgende Hemisphäre. Dessen Herkunft ist bislang nicht hinreichend geklärt. Es könnte lokal aus Karbonaten oder organischem Material durch Einfluss der geladenen Teilchen von Uranus’ Magnetosphäre produziert werden, oder durch die solare Ultraviolettstrahlung. Die erstere Hypothese würde die Asymmetrie in der Verteilung erklären, da die folgende Hemisphäre unter stärkerem Einfluss der Magnetosphäre liegt. Eine andere mögliche Quelle ist das Ausgasen von CO2, das in Wassereis in Umbriels Innerem gefangen ist. Die Freisetzung von CO2 aus dem Inneren hängt möglicherweise mit der vergangenen geologischen Aktivität des Mondes zusammen.
Umbriel ist womöglich ein differenzierter Körper mit einem Gesteinskern und einem Mantel aus Wassereis. Falls dies der Fall ist, würde der Durchmesser des Kerns 634 km betragen, was 54 % des gesamten Durchmessers entspricht, sowie einer Kernmasse von 40 % der Gesamtmasse – diese Parameter werden durch die Zusammensetzung des Mondes vorgegeben. Der Druck im Zentrum von Umbriel beträgt etwa 2,4 kbar. Dass im Eismantel von Umbriel ein unterirdischer Ozean wie auf dem Jupitermond Europa existieren könnte, gilt nach bisherigen Untersuchungen als unwahrscheinlich.

### Oberfläche
Die Oberfläche von Umbriel ist alt und verkrustet und weist nur wenige Spuren geologischer Aktivität auf. Außer den allgegenwärtigen Einschlagskratern durch Impakte konnten Wissenschaftler bislang keine anderen oberflächenverändernde Merkmale feststellen.
Umbriel besitzt die dunkelste Oberfläche aller großen Uranusmonde mit einer geometrischen Albedo von 0,21, d. h., 21 % des eingestrahlten Sonnenlichts werden reflektiert. Die Oberfläche zeigt je nach Beleuchtungswinkel große Helligkeitseffekte; die Reflektivität von 0,26 bei einem Phasenwinkel von 0° sinkt rapide auf 0,19 bei etwa 1° ab. Die sphärische Albedo liegt bei 0,10; Ariel besitzt, zum Vergleich, eine sphärische Albedo von 0,23. Allgemein erscheint die Helligkeit der Oberfläche relativ homogen; sie zeigt zumeist keine starken Variationen in der Farbe oder der Albedo.
Im Gegensatz zu Oberon, einem anderen dunklen Uranusmond, erscheint die Oberfläche von Umbriel in einem leicht bläulichen Farbton, während frische Impaktablagerungen sogar noch etwas blauer erscheinen. Es scheint eine minimale Dichotomie der führenden und der folgenden Hemisphäre zu existieren; eine leichte rötliche Färbung der – im Gegensatz zum inneren Nachbarn Ariel – führenden Hemisphäre stammt möglicherweise von der Verwitterung durch geladene Teilchen und Einschlägen von Mikrometeoriten seit der Entstehung des Sonnensystems. Die farbliche Asymmetrie entstand wahrscheinlich durch die Akkretion von rötlichem Material aus dem äußeren Uranussystem, möglicherweise von irregulären Monden, die sich vorwiegend auf der führenden Hemisphäre niederschlagen würden.

#### Kratergelände
Auf Umbriels Oberfläche gibt es weitaus mehr und größere Krater als auf Titania oder Ariel – lediglich Oberon besitzt mehr davon. Die Durchmesser der beobachteten Krater reichen von einigen Kilometern bis zu 210 km für den größten, Wokolo genannt. Alle erkennbaren Krater besitzen Zentralberge, jedoch keinerlei Anzeichen von Strahlensystemen.
In der Nähe des Äquators befindet sich das auffälligste Merkmal auf seiner Oberfläche, mutmaßlich ein Krater mit einem 131 km großen Ring aus hellem Material. Seine Entstehung ist bislang nicht vollständig geklärt, aber offensichtlich kann er auch mit einem Impaktereignis in Verbindung gebracht werden. Beim Einschlag eines Asteroiden könnte helleres Eis aus tieferen Krustenschichten ausgeworfen worden sein. Der vermutliche Einschlagkrater trägt den Namen Wunda und der ihn ausfüllende helle Ring, der mindestens 10 km breit ist, wird Fluorescent cheerio genannt.
Ebenfalls in der Nähe des Äquators sind die beiden interessanten Krater Vuver mit einem besonders tiefen Talboden und Skynd, der durch sein ungewöhnlich hellen Zentralberg auffällt, zu sehen. Studien von Modellen von Umbriel zeigen zudem eine mögliche große Impaktstruktur von 400 km Durchmesser und einer Tiefe von etwa 5 km.
| Name     | Durchmesser (km) | Koordinaten                       | Namensherkunft                                |
| -------- | ---------------- | --------------------------------- | --------------------------------------------- |
| Wokolo   | 208,0            | 30°00′S 1°48′E / 30°S 1,8°E       | Wokolo (Bambara-Volk in Westafrika)           |
| Malingee | 164,0            | 22°54′S 13°54′E / 22,9°S 13,9°E   | Malingee (Australische Aborigines-Mythologie) |
| Wunda    | 131,0            | 7°54′S 273°36′E / 7,9°S 273,6°E   | Wunda (Australische Aborigines-Mythologie)    |
| Vuver    | 98,0             | 4°42′S 311°36′E / 4,7°S 311,6°E   | Vuver (Finnische Mythologie)                  |
| Gob      | 88,0             | 12°42′S 27°48′E / 12,7°S 27,8°E   | Gob (Heidentum)                               |
| Kanaloa  | 86,0             | 10°48′S 345°42′E / 10,8°S 345,7°E | Kanaloa (Hawaiische Religion)                 |
| Skynd    | 72,0             | 1°48′S 331°42′E / 1,8°S 331,7°E   | Skynd (Dänische Folklore)                     |
| Peri     | 61,0             | 9°12′S 4°18′E / 9,2°S 4,3°E       | Peri (Persische Mythologie)                   |
| Minepa   | 58,0             | 42°42′S 8°12′E / 42,7°S 8,2°E     | Minepa (Makua-Volk in Mosambik)               |
| Alberich | 52,0             | 33°36′S 42°12′E / 33,6°S 42,2°E   | Alberich (Germanische Mythologie)             |
| Setibos  | 50,0             | 30°48′S 346°18′E / 30,8°S 346,3°E | Setibos (aus Patagonien)                      |
| Zlyden   | 44,0             | 23°18′S 326°12′E / 23,3°S 326,2°E | Zlyden (Slawische Mythologie)                 |
| Fin      | 43,0             | 37°24′S 44°18′E / 37,4°S 44,3°E   | Fin (Dänische Folklore)                       |

#### Andere Geländeformen
Wie bei anderen Uranusmonden ist die Oberfläche durch ein System von Canyons zerschnitten, die im Allgemeinen von Nordosten nach Südwesten verlaufen. Sie wurden jedoch von der IAU nicht offiziell anerkannt, da die Auflösung der Bilder zu gering war. Dies und die allgemein schwach ausgeprägte Erscheinung dieses Mondes verhinderten eine geologische Kartierung dieser Strukturen.
Umbriels schwer verkraterte Oberfläche blieb möglicherweise seit der Entstehung des Sonnensystems stabil. Die einzigen Anzeichen innerer geologischer Aktivität sind die Canyons und dunkle polygonförmige Strukturen von mehreren zehn bis hunderte von Kilometern Durchmesser. Diese Merkmale wurden durch die präzisen Photometrie der Voyager-Bilder identifiziert und sind mehr oder weniger einheitlich verteilt; sie verlaufen wie die Canyons in nordöstlich-südwestlicher Richtung. Einige dieser Polygone korrespondieren mit Senken von einigen Kilometern Tiefe und sind möglicherweise durch eine frühe Episode tektonischer Aktivität entstanden.
Zum jetzigen Zeitpunkt gibt es keine Erklärung für das dunkle und gleichförmige Aussehen von Umbriel. Seine Oberfläche ist vielleicht von einer relativ dünnen Schicht dunklen Materials bedeckt, das durch einen Einschlag oder eine Eruption ausgeworfen wurde. Andererseits könnte Umbriels Kruste auch gesamthaft aus diesem Material bestehen, was die Bildung von hellen Oberflächenmerkmalen wie Strahlensystemen verhindert hätte. Dennoch scheint die Existenz des Kraters Wunda und einer weiteren hellen Stelle in der Nähe des Südpols letzterer Hypothese zu widersprechen.

## Entstehung
Umbriel wurde wahrscheinlich durch eine Akkretionsscheibe geformt oder einen Unternebel, der sich möglicherweise um Uranus während dessen Entstehungszeit befand oder sich nach dem (noch theoretischen) Einschlag bildete, der den Planeten auf die Seite kippen ließ. Die genaue Zusammensetzung dieses Unternebels ist nicht bekannt, doch weisen die höheren Dichten des Uranussystems im Vergleich zu den näher an der Sonne liegenden Saturnmonden auf eine relative Wasserarmut hin. Möglicherweise waren signifikante Anteile von Stickstoff (N2) und Kohlenstoff (C) in Form von Kohlenstoffmonoxid (CO) sowie molekularer Stickstoff anstelle von Ammoniak (NH3) und Methan (CH4) vorhanden. Satelliten, die aus einem solchen Unternebel entstanden, sollten weniger Wassereis enthalten und CO und N2 als in Eis eingeschlossenes Gashydrat und mehr Gestein beinhalten, was die höheren Dichten erklären würde.
Der Akkretionsprozess dauerte womöglich mehrere tausend Jahre, bis die Bildung von Umbriel abgeschlossen war. Modelle zeigen, dass die Akkretion begleitende Einschläge eine Aufheizung der äußeren Hülle des Mondes mit einer Temperatur von etwa 180 K in eine Tiefe von bis zu 3 km verursachen würde. Nach der Bildung kühlte diese äußere Schicht ab, während sich Umbriels Inneres durch die Zersetzung radioaktiver Elemente im Gestein aufheizte. Die abkühlende Außenhülle kontrahierte, während das Innere expandierte. Dies verursachte starke Spannungen in der Kruste des Mondes mit einem Druck von bis zu geschätzten 3 kbar, die zu Brüchen auf der Kruste führten. Dieser Prozess, der etwa 200 Millionen Jahre andauerte, weist darauf hin, dass die endogene Bildung der Oberfläche schon vor Milliarden von Jahren abgeschlossen gewesen sein musste.
Die anfängliche Akkretionshitze und die darauf folgende Zersetzung radioaktiver Elemente führten möglicherweise zu einem Schmelzen von Wassereis, falls eine gefrierpunktsenkende Substanz wie ein Salz oder Ammoniak in Form von Ammoniumhydroxid vorhanden war. Dies dürfte zu einer Separation von Eis und Gestein (Differenzierung) des Kerns geführt haben. In diesem Fall müsste es eine Schicht flüssigen Wassers reich an aufgelöstem Ammoniak an der Grenze von Mantel und Kern gegeben haben. Die eutektische Temperatur dieser Mischung ist 176 K. Dieser Ozean ist jedoch wahrscheinlich längst zugefroren. Von allen Uranusmonden wird Umbriel als am wenigsten wahrscheinlich für eine endogene Oberflächenerneuerung angesehen, obschon dies in seiner sehr frühen Entstehungsgeschichte möglich war.

## Erforschung
Seit der Entdeckung 1851 durch William Lassell war etwa 135 Jahre lang außer den Bahnparametern über Umbriel nicht viel bekannt. Der Mond war zu klein und zu weit entfernt, um ihn mit erdgebundenen Teleskopen näher aufzulösen. Durch seine dunkle Oberfläche und seine Nähe zu Uranus ist er von allen großen Uranusmonden am schwierigsten zu beobachten; es ist eine Teleskopöffnung von mindestens 40 cm notwendig.
Am 20. Januar 1986 konnte Umbriel einer verhältnismäßig nahen Entfernung von minimal 325.000 km von der Voyager-2-Raumsonde passiert, fotografiert und vermessen werden. Die Rotationsachse von Uranus und Umbriel wiesen, als Folge der hohen Achsneigung des Planetensystems von 98°, zu diesem Zeitpunkt in Richtung Erde, so dass die Monde von Uranus nicht wie bisher bei Jupiter und Saturn auf der Äquatorebene einzeln angeflogen werden konnten, sondern sich deren Orbits wie eine Zielscheibe um den Planeten herum anordneten und der Planet quasi getroffen werden musste. Dies bedeutete, dass von Uranus all dessen Monden nur jeweils die Südhemisphäre in Abständen von etwa zwei Tagen fotografiert werden konnte – die denkbar ungünstigste Position für einen Vorbeiflug. Zudem musste man sich für einen Mond entscheiden, da ein naher Vorbeiflug bei einem zwangsläufig große Abstände zu allen anderen bedingte.
Da man Voyager 2 weiter zu Neptun lenken wollte, war die Voraussetzung dafür ein naher Uranus-Vorbeiflug. Daraus ergab sich, dass nur der Mond Miranda nahe passiert werden konnte. Dadurch war die beste Auflösung der Fotos etwa 5,2 km; sie zeigen etwa 40 % der Oberfläche, wobei nur etwa 20 % mit der notwendigen Qualität für geologische Karten und Kraterzählung verwendet werden konnten.